# James Warren Nye
James Warren Nye (DeRuyter, 10 giugno 1815 – White Plains, 25 dicembre 1876) è stato un politico statunitense, senatore e primo governatore del Nevada.

## Biografia

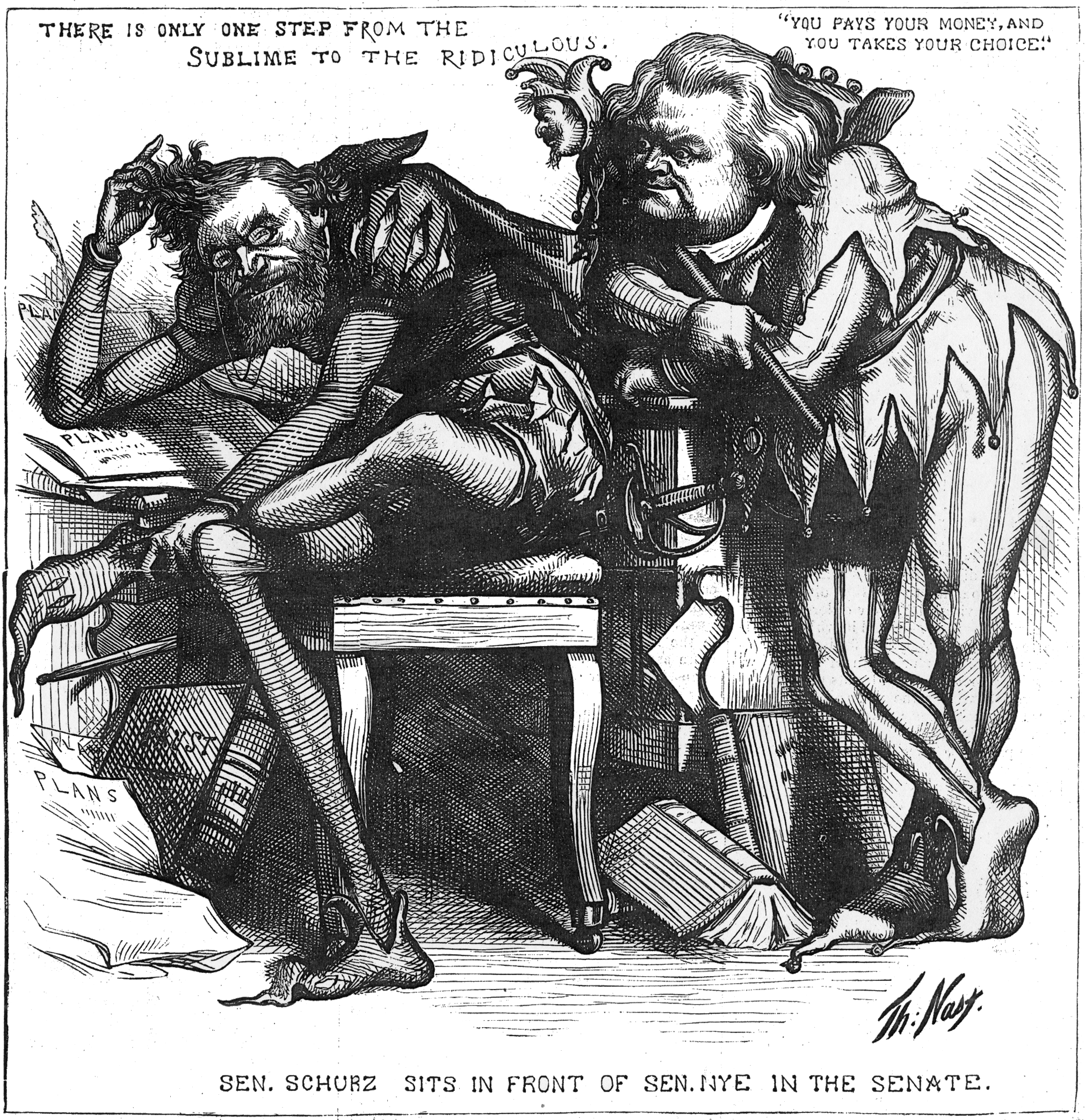
Carl Schurz e James Nye, suo vicino in Senato, in una vignetta dellHarper's Weekly.

Nato nello stato di New York, frequentò le scuole ad Homer, studiò legge a Troy e praticò la professione nella contea di Madison. Nel 1839 fu eletto procuratore generale, e servì come giudice della contea di Madison tra il 1840 e il 1848. Nel 1846, fu candidato al Congresso per il Free Soil Party, ma non venne eletto.
Sostenne la campagna presidenziale di Lincoln, e nel 1861 venne nominato governatore dell'appena creato Territorio del Nevada, portando il Territorio a diventare lo Stato del Nevada nel 1864 e agendo anche come primo governatore prima dell'elezione di Henry G. Blasdel. Come governatore, Nye ordinò un censimento, organizzò il potere legislativo e siglò un trattato di pace con gli indiani Shoshoni.
Nel 1864 fu eletto al Senato come Repubblicano; rieletto tre anni dopo, fu sconfitto da John P. Jones nel 1873. Tra il 1865 e il 1867 fu presidente del Committee on Enrolled Bills.
Il suo segretario fu per qualche tempo Mark Twain che, in Sketches New and Old, scrisse un breve racconto su questa esperienza.
La contea di Nye, la più grande del Nevada, prende nome da lui.